# Flecha Valona 1996
La Flecha Valona 1996 se disputó el 17 de abril
de 1996, y supuso la edición número 60 de la carrera. El ganador fue el norteamericano Lance Armstrong. El francés Didier Rous y el italiano Maurizio Fondriest completaron el podio, siendo respectivamente segundo y tercero.

## Clasificación final
| Pos. | Ciclista            | Equipo        | Tiempo   |
| ---- | ------------------- | ------------- | -------- |
| 1    | Lance Armstrong     | Motorola      | 4h40'00" |
| 2    | Didier Rous         | GAN           | a 8"     |
| 3    | Maurizio Fondriest  | Roslotto      | a 54"    |
| 4    | Mauro Gianetti      | Polti         | a 1'00"  |
| 5    | Gabriele Colombo    | Gewiss        | a 1'08"  |
| 6    | Enrico Zaina        | Carrera       | a 1'13"  |
| 7    | Alexandr Gonchenkov | Roslotto      | a 1'21"  |
| 8    | Laurent Brochard    | Festina-Lotus | a 1'42"  |
| 9    | Stéphane Heulot     | GAN           | a 1'50"  |
| 10   | Davide Rebellin     | Polti         | s.t.     |